# Melissa Fahn
Melissa Fahn, född 28 april 1967, är en amerikansk röstskådespelare och skådespelare.